# Olive Loughnane
Olive Mary Loughnane (Cork, 14 januari 1976) is een voormalige Ierse snelwandelaarster. Ze werd meervoudig Iers kampioene in deze discipline. In totaal nam ze viermaal deel aan de Olympische Spelen, maar won hierbij geen medailles. Wel werd ze eenmaal wereldkampioene, maar die titel kreeg zij pas jaren later in de schoot geworpen door de diskwalificatie van de aanvankelijke kampioene Olga Kaniskina.

## Biografie
Haar grootste succes behaalde Loughnane bij de WK van 2009 in Berlijn, waar ze in 1:28.58 een zilveren medaille won op de 20 kilometer snelwandelen achter Olga Kaniskina (goud - 1:28.09) en voor Liu Hong (brons - 1:29.10). In deze wedstrijd vormde zich aanvankelijk een kopgroep met Kaniskina, Plätzer en Kirdyapkina, maar zij werden achterhaald door Loughnane en Liu. Aan het eind wist Loughnane Liu te lossen, Kaniskina - regerend olympisch en wereldkampioene - bleef echter ruim buiten bereik. Jaren later - de Ierse had haar carrière inmiddels beëindigd - werd de zilveren medaille van Loughnane opgewaardeerd naar een gouden. Op 21 januari 2015 werd de Russische winnares Kaniskina met terugwerkende kracht vanaf 15 oktober 2012 voor de duur van drie jaar en twee maanden geschorst wegens schommelingen in de bloedwaarden in haar biologisch paspoort. Bovendien werden alle resultaten tussen 15 juli 2009 en 16 september 2009 en tussen 30 juli 2011 en 8 november 2011, evenals haar wereldtitels van 2009 en 2011 geschrapt. En zo werd Olive Loughnane, ruim twee jaar nadat zij de wedstrijdsport achter zich had gelaten, alsnog wereldkampioene.
Loughnane gold als een laatbloeier; haar eerste medaille op een groot titeltoernooi behaalde zij immers op haar 33e en nadat zij in 2006 moeder was geworden van een dochter. Voordat zij moeder werd, waren haar beste prestaties een twaalfde plaats bij de WK van 2003 en een achtste bij de Europacup snelwandelen in datzelfde jaar. In 2008 liet zij al zien dat zij een stap vooruit had gezet door zevende te worden bij de Olympische Spelen in Peking en zesde bij de Wereldbeker snelwandelen.
Olive Loughnane, die was aangesloten bij de Loughrea Athletic Club, kondigde in februari 2013 haar afscheid van de wedstrijdsport aan.

## Titels
- Wereldkampioene 20 km snelwandelen: 2009
- Iers kampioene 5000 m snelwandelen: 1999, 2004, 2005
- Iers kampioene 10.000 m snelwandelen: 1998
- Iers kampioene 20 km snelwandelen: 2004, 2005, 2006, 2008
- Iers indoorkampioene 3000 m snelwandelen: 2002, 2005

## Persoonlijke records
Outdoor
| Onderdeel           | Prestatie | Datum             | Plaats  |
| ------------------- | --------- | ----------------- | ------- |
| 5000 m snelwandelen | 21.03,45  | 1 augustus 2009   | Dublin  |
| 10 km snelwandelen  | 43.22     | 19 september 2009 | Saransk |
| 20 km snelwandelen  | 1:27.45   | 21 augustus 2008  | Peking  |

Indoor
| Onderdeel           | Prestatie | Datum            | Plaats  |
| ------------------- | --------- | ---------------- | ------- |
| 3000 m snelwandelen | 12.32,51  | 15 februari 2003 | Belfast |

## Palmares

### 3000 m snelwandelen
- 2002:  Ierse indoorkamp. - 13.06,76
- 2005:  Ierse indoorkamp. - 12.50,86

### 10.000 m snelwandelen
- 1998:  Ierse kamp. - 49.06

### 5 km snelwandelen
- 2004:  Ierse kamp. - 22.13,89
- 2005:  Ierse kamp. - 21.52,56
- 2009:  Ierse kamp. - 21.03,45

### 20 km snelwandelen
- 1999: 91e Wereldbeker - 1:48.04
- 2000: 35e OS - 1:38.23
- 2001: 13e WK - 1:35.24
- 2002: 13e EK - 1:33.08
- 2003: 8e Europacup - 1:30.29
- 2003: 12e WK - 1:30.53
- 2004:  Ierse kamp. - 1:32.12
- 2004: DNF OS
- 2005:  Ierse kamp. - 1:32.28
- 2005: DQ WK
- 2006:  Ierse kamp. - 1:32.52
- 2007: 17e WK - 1:36.00
- 2008:  Ierse kamp. - 1:33.16
- 2008: 6e Wereldbeker - 1:29.17
- 2008: 7e OS - 1:27.45
- 2009:  WK - 1:28.58 (na DQ van Olga Kaniskina)
- 2011: 13e WK - 1:34.02
- 2012: 8e Wereldbeker - 1:31.32
- 2012: 13e OS - 1:29.39